# Gama-endorfin
Gama-endorfin je endogeni opioidni peptid sa sledećom sekvencom: Tyr-Gly-Gly-Phe-Met-Thr-Ser-Glu-Lys-Ser-Gln-Thr-Pro-Leu-Val-Thr-Leu. Gama endorfin, alfa endorfin i Met-enkefalin se formiraju ektracelularno iz lipotropin C fragmenta.
Mada je gama-endorfin istraživan od 1970-tih, malo je poznato o njegovoj ulozi u telu.

## Literatura
1. ↑   уреди
2. ↑  Evan E. Bolton; Yanli Wang; Paul A. Thiessen; Stephen H. Bryant (2008). „Chapter 12 PubChem: Integrated Platform of Small Molecules and Biological Activities”. Annual Reports in Computational Chemistry. 4: 217—241. doi:10.1016/S1574-1400(08)00012-1.
3. ↑  B. M. Austen, D. G. Smyth & C. R. Snell (1977). „Gamma Endorphin, alpha endorphin and Met-enkephalin are formed extracellularly from lipotropin C fragment”. Nature. 269: 619—621. doi:10.1038/269619a0.
4. ↑  „Endorphins”. Архивирано из оригинала 15. 05. 2011. г. Приступљено 14. 05. 2011.

## Spoljašnje veze
- Gamma-endorphin на 